# Der Kroatien Krimi
Der Kroatien-Krimi est une série télévisée allemande créée par Christophe Darnstaedt, réalisée par Michel Kreindl et diffusée depuis le 15 septembre 2016 sur ARD.
Cette série est inédite dans tous les pays francophones.

## Synopsis
La commissaire Branka Marić enquête sur l'unité des homicides de Split en Croatie. Elle est épaulée par ses deux collègues Emil Perica et Borko Vučević et son supérieur direct Tomislav Kovačić.
Dans le septième épisode, Branka Marić meurt en service au cours d'une enquête. Elle est remplacée par le commissaire Staša Novak.

## Distribution
- Neda Rahmanian (de) : Branka Marić (épisodes 1 à 7)
- Jasmin Gerat : Stascha Novak
- Lenn Kudrjawizki (de) : Emil Perica
- Kasem Hoxha (de) : Borko Vučević
- Aleksandar Jovanovic (de) : Lado Trifunović
- Andreas Guenther (de) : Kai Benning
- Adriana Altaras : Dada Marić
- Max Herbrechter (de) : Tomislav Kovačić
- Sarah Bauerett (de) : Brigitta Stević

## Épisodes
Deux épisodes de 90 minutes sont produits par année. Tous les épisodes sont réalisés par Michael Kreindl (de) sur les scénarios de Christoph Darnstädt (de) (sauf deux épisodes par Ulf Tschauder).
1. Der Teufel von Split (2016)
2. Tod einer Legende (2016)
3. Mord auf Vis (2018)
4. Messer am Hals (2018)
5. Der Mädchenmörder von Krac (2019)
6. Der Henker (2019)
7. Tote Mädchen (2020)
8. Tränenhochzeit (2020)
9. Jagd auf einen Toten (2021)
10. Die Patin von Privonice (2021)
11. Tod im roten Kleid (2022)
12. Vor Mitternacht (2022)
13. Der Todesritt (2023)
14. Split vergisst nie (2023)
15. Scheidung auf Kroatisch (2024)
16. Die toten Frauen von Brac (2024)